# Irma Schwager
Irma Schwager, née Irma Wieselberg à Vienne (Autriche), le 31 mai 1920, et morte dans la même ville le 22 juin 2015, est une combattante de la Résistance antifasciste autrichienne, une femme politique engagée au Parti communiste d'Autriche (KPÖ), et une philanthrope.

## Parcours
Sa première prise de conscience politique a lieu pendant l'Austrofascisme, période durant laquelle Irma Wieselberg commence à ressentir en tant qu'étudiante les restrictions imposées par l'autoritarisme de l'État. À dix-huit ans, après l'Anschluss, elle est contrainte d'émigrer en Belgique en raison de ses origines juives, et entre en relation avec le Parti communiste d'Autriche (KPÖ). Après l'occupation de la Belgique par les forces armées allemandes, elle se réfugie en France et est internée au camp de Gurs. C'est là en 1940 qu'elle adhère au KPÖ. Après son évasion du centre de détention, elle rejoint la Résistance. En France, elle se présente au Travail allemand (TA) et prend l'identité alsacienne de Susanne Berger. Elle s'investit dans le « Mädelarbeit » (travail des filles), tâche qui consiste à persuader les soldats allemands, à travers des conversations et des documents de propagande, de l'absurdité de la guerre. Elle a dit à ce propos : « Si on avait réussi à établir une certaine confiance - sans entrer dans l'intimité -, on pouvait alors commencer avec prudence la critique du nazisme. Ce n'est qu'après cela qu'on pouvait montrer des tracts sur la Résistance. Leur distribution était extrêmement risquée. ». Huit femmes forment un groupe. Quatre du groupe d'Irma Schwager sont arrêtés et déportées dans un camp de concentration, l'une d'elles est exécutée.
En 1945, elle revient à Vienne avec son mari Zalel Schwager (1908-1984), un combattant de la guerre d'Espagne, et leur fille née pendant la guerre. C'est là qu'elle apprend que ses parents et deux de ses trois frères ont été déportés et assassinés dans la Shoah. À partir de 1952, elle travaille à la direction de la Bund Demokratischer Frauen, qu'elle dirige à partir de 1972. Dans le cadre de ses fonctions, elle joue un rôle dans la lutte contre l'armement nucléaire et la guerre froide, pour la réforme de la loi autrichienne sur le divorce et contre l'interdiction de l'avortement. À partir de 1954, elle est membre du comité central du KPÖ, et de 1980 à 1990, elle fait également partie du Bureau politique du parti.
Irma Schwager est présidente de 1992 à 1996, et à partir de 1996, présidente d'honneur à vie de la Société Autriche-Vietnam. Pendant les bombardements américains en 1971, elle se rend à Hanoï, et en Autriche, elle initie des actions de solidarité pour les victimes de la guerre chimique, en premier lieu les enfants malformés et handicapés. En juillet 2008, elle est saluée officiellement par le président de la République Nguyen Minh Triet pendant sa visite d'État en Autriche.
En 2011, Irma Schwager est nommée présidente honoraire du Parti communiste d'Autriche.
En janvier 2015, elle prononce un discours à Vienne pour célébrer le 70e anniversaire de la libération du camp de concentration d’Auschwitz.
Elle meurt le 22 juin 2015 à Vienne à l'âge de 95 ans.